# 공항의 보안

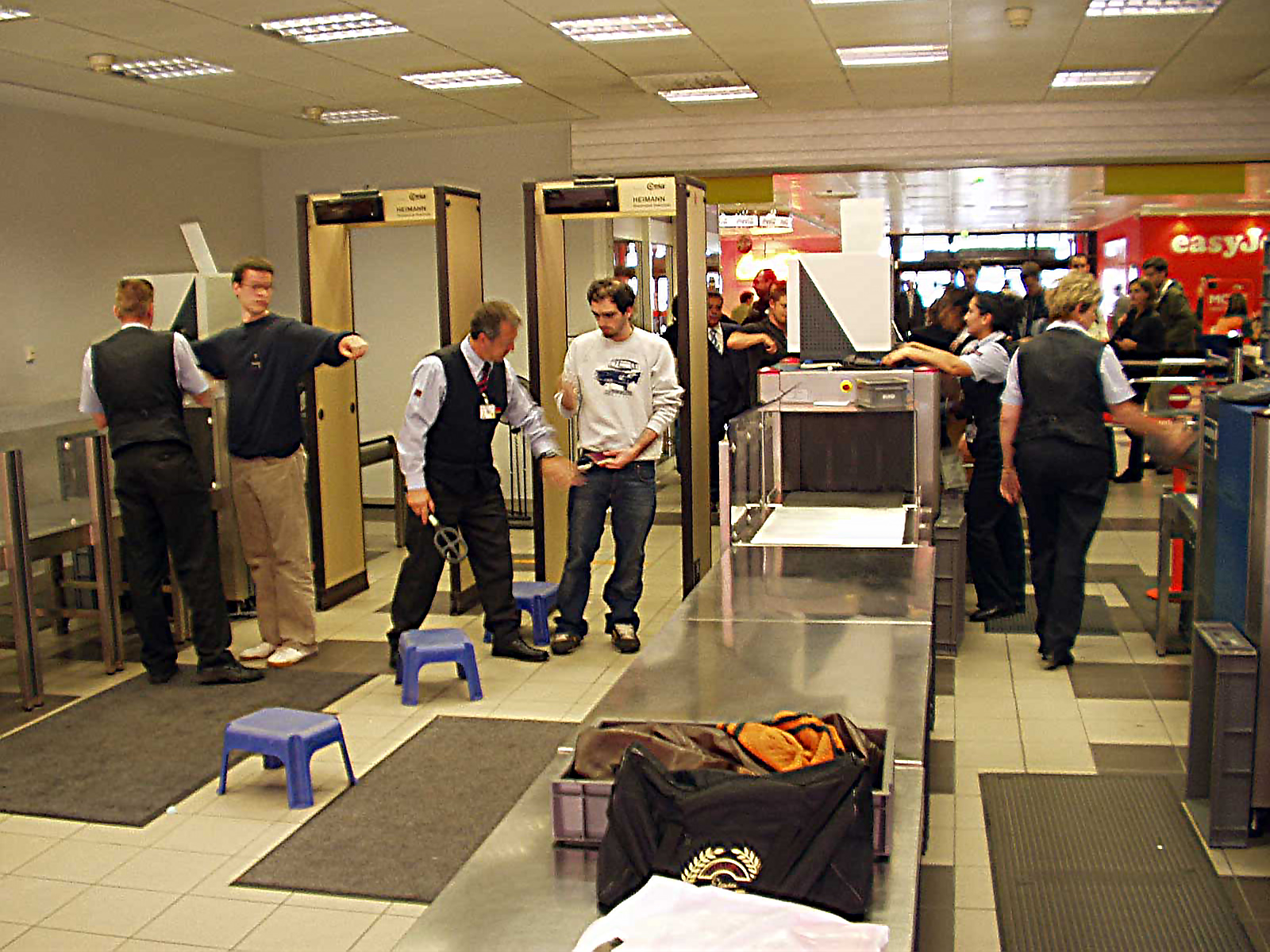
공항에서 보안검사를 하고있는 모습

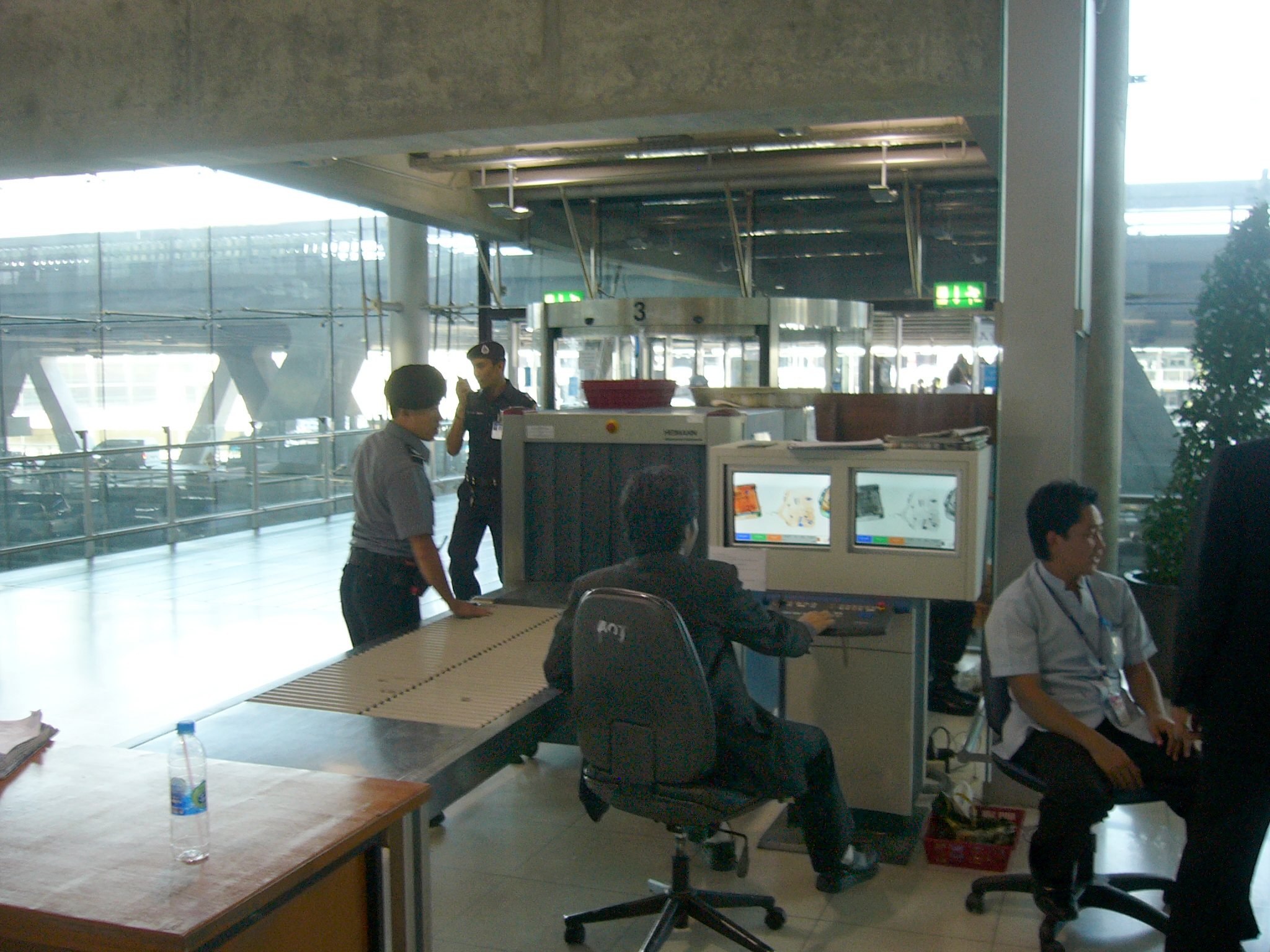
태국 방콕 수완나품 국제공항의 수화물 선별 모니터링하는 모습

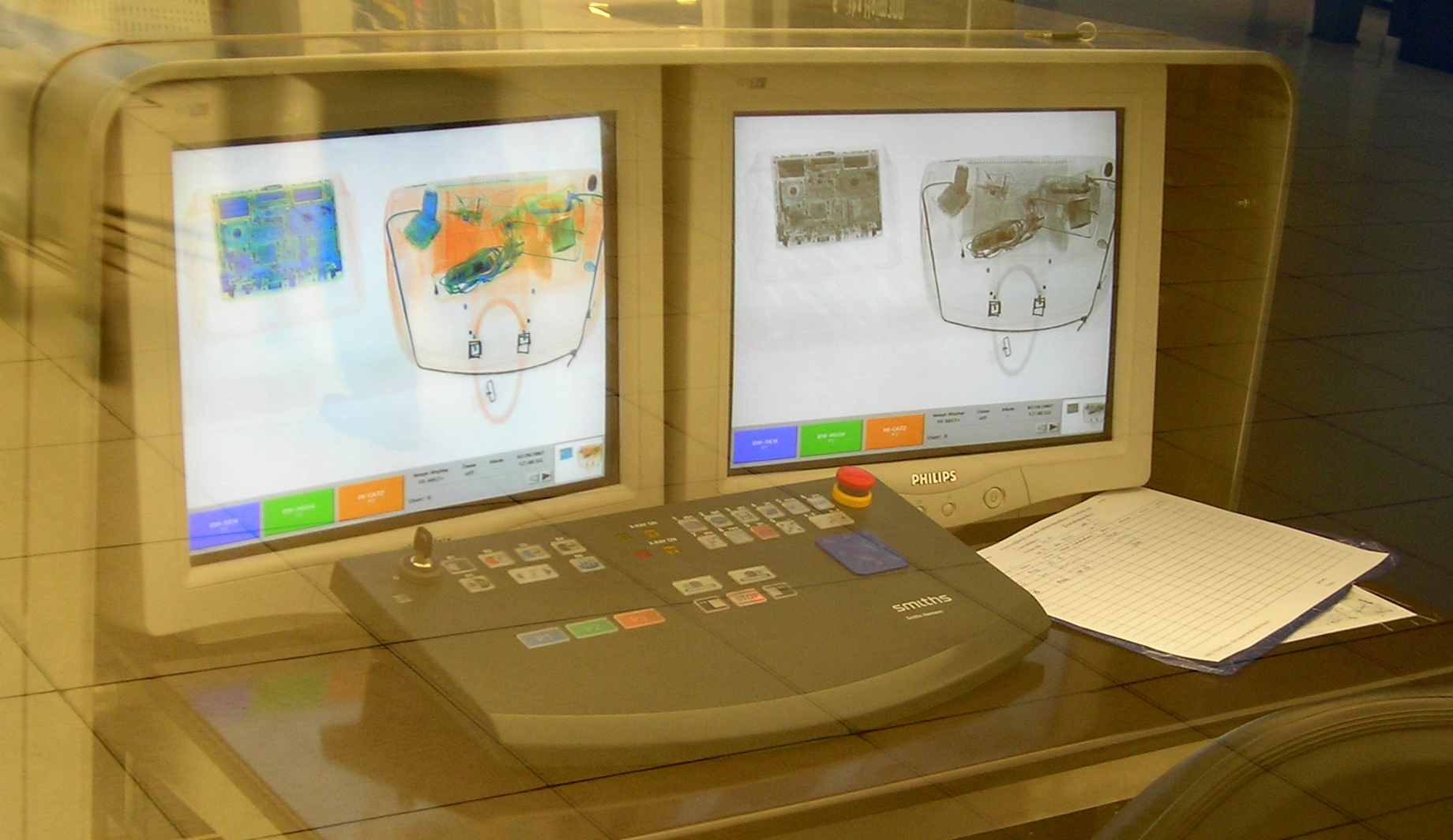
태국 방콕 수완나품 국제공항의 보안검사 스캐너의 화면

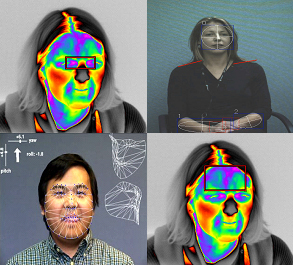
" Project Hostile Intent "에 대한 시범적인 이미지

공항 보안은 우발적 인 / 악의적 인 해악, 범죄 및 기타 위협으로부터 승객, 직원, 항공기 및 공항 자산을 보호하기 위해 사용되는 기술 및 방법을 의미한다.
항공 보안은 민간 항공을 불법적인 간섭으로부터 보호하기 위해 인적 물적 자원의 조합이다. 불법적인 간섭은 테러, 사보타주, 생명과 재산에 대한 위협, 거짓 위협의 전달, 폭파 등의 행위 일 수 있다.

## 기술
많은 사람들이 매일 공항을 통과한다. 이것은 한 곳에서 많은 사람들이 모여 있기 때문에 테러와 다른 형태의 범죄에 대한 잠재적 목표를 제시한다. 마찬가지로, 대형 여객기에 집중하는 사람들이 항공기에 대한 공격으로 잠재적으로 높은 사망률을 높이며, 공중 납치 비행기를 치명적인 무기로 사용할 수 있는 능력은 911 테러와 같은 테러에 대한 매혹적인 목표를 제공 할 수 있다.
공항 보안은 위협이나 잠재적으로 위험한 상황이 발생하거나 국가에 들어가는 것을 방지하기 위해 시도한다. 공항 보안이 성공하면 위험한 상황, 불법 품목 또는 항공기, 국가 또는 공항으로 들어오는 위협의 가능성이 크게 감소한다. 따라서 공항 보안은 여러 가지 목적을 가지고 있다. 가장 중요한 목적은 위협적인 사건으로부터 공항과 국가를 보호하고, 여행 대중에게 안전함과 공항과 국가를 보호하는 것.
미 연방 항공국 (Federal Aviation Administration)의 몬테 벨거 (Monte R. Belger)는 "항공 안전의 목표는 항공기, 승객 및 승무원의 피해를 예방하고 국가안전보장 및 대테러 작전 정책을 지원하는 것입니다."

## 공항 집행 기관

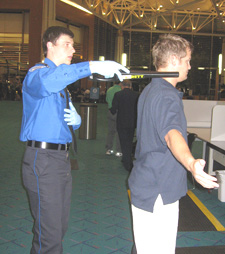
TSA 승객 검사

일부 국가는 자신의 공항 모두 보호하는 기관이있을 수 있지만 오스트레일리아에 있는, 호주 연방 경찰이 공항 정책을 관리할수도 있다. 다른 국가에서 보호는 국가 또는 지역 수준에서 제어된다. 주요 인력은 다양하며 다음을 포함 할 수 있다.
- 고용된 경찰, (예를 들면 아일랜드 공항 경찰)
- 공항에 주둔하고있는 지방 경찰서의 지점 (경찰서)
- 정상적인 순찰 구역으로 지정된 공항 경찰국의 회원
- 국가의 공항 보호 서비스 회원
- 폭탄 탐지, 약물 탐지 및 기타 목적을 위한 경찰견

기타 직은 아래와 같다.
- 경비원
- 준 군사 조직

## 과정 및 장비
일부 사건은 여행자들이 비행기를 탈취할 수 있도록 비행기 안에서 무기로 사용될 수 있는 물품을 소지한 결과였다. 여행자는 금속 탐지기에 의해 선별된다. 사용되는 폭발 감지 기계에는 X선 기계와 폭발물 추적 탐지 포털 기계(예: "퍼퍼머 머신")가 포함된다. 미국에서, TSA는 여전히 비행기에서 허용되지 않는 물체를 찾는 데 효과적이지만 일부 사람들이 당황스러워하는 옷을 벗은 상태의 승객들을 묘사하지 않는 새로운 스캐닝 기계를 연구하고 있다. 폭발물 탐지기는 휴대 및 체크된 수하물에도 사용할 수 있다. 이것들은 가스 크로마토그래피를 이용하여 폭발물에서 방출되는 휘발성 화합물을 탐지한다.
최근의 발전은 승객들에게 숨겨진 무기와 폭발물을 탐지하기 위해 백스캐터 엑스레이를 사용했다는 것이다. 콤프턴 산란을 사용하는 이 장치들은 승객이 평평한 패널 가까이에 서서 고해상도 이미지를 생성하도록 요구한다. 2008년 초 이스라엘에서 출시된 기술은 승객이 신발을 벗지 않고도 금속탐지기를 통과할 수 있도록 해 주는데, 보행용 게이트 탐지기가 신발이나 하반신 사지에 있는 금속을 탐지하는 데 신뢰성이 없기 때문에 필요한 과정이다. 또는, 승객들은 면도날처럼 작은 물체를 1.2초 이내에 스캔하는 장치를 완전히 밟는다. 일부 국가에서는 특수 훈련을 받은 개인이 위협을 찾기 위해 장비에만 의존하지 않고 위협을 감지하기 위해 승객을 대화에 끌어들일 수 있다.
백스캐터 스캔 한 번으로 대상이 0.05 ~ 0.1 시버트 사이의 방사선에 노출된다. 이에 비해 표준 흉부 X선 피폭은 100배 가까이 높다.
일반적으로 사람들은 공항 보안을 통해 항공기로 가는 출구가 있는 지역으로 선별된다. 이러한 지역을 흔히 "보안", "멸균" 및 "공기 측면"이라고 한다. 승객들은 국내선에서 내릴 경우 대개 재검색을 받지 않아도 되도록 여객기에서 살균 구역으로 배출된다. 그러나 그들은 여전히 언제라도 수색 대상이 된다. 공항 음식점은 유리로 만든 안경과 무기 같은 물품의 유용성을 줄이기 위해 금속으로 만든 도구와는 반대로 플라스틱 안경과 기구를 사용하기 시작했다.
미국 비승객들은 한 때 그들의 출입구에서 도착하는 친구나 친척들을 만나는 것이 허용되었지만, 지금은 911테러로 인해 이것이 크게 제한되어 있다. 비승객은 공항의 보안 구역으로 들어가기 위해 게이트 패스를 받아야 한다. 비승객이 탑승권을 얻을 수 있는 가장 일반적인 이유는 어린이와 노인들을 돕고 공항의 보안 구역에서 열리는 비즈니스 회의에 참석하기 위함이다. 미국에서는 일반적으로 공항의 보안 구역 내에서 비즈니스 회의에 참석하려는 사람들에게 최소한 24시간 통지가 필요하다. 호주와 같은 다른 나라들은 비여행자들이 항공편 구역에 접근하는 것을 제한하지 않는다. 그러나 비여행자들은 일반적으로 T와 같은 보안 검색을 받는다.
공항 경사로와 운영 공간을 포함한 공항의 민감 영역은 일반 대중으로부터 제한된다. SIDA(Security Identification Display Area)라고 불리는 이러한 공간은 진입하기 위해 특별한 자격을 필요로 한다. 시스템은 물리적 접근 제어 게이트 또는 제한된 지역을 통과하는 사람을 감시하고 제한된 구역에 진입할 경우 경보를 울리는것 보다 수동적인 시스템으로 구성될 수 있다.
전 세계적으로, "신뢰할 수 있는 여행자 프로그램"의 버전을 개설한 수십개의 공항이 있다. 찬성론자들은 보안검사가 위협적인 사람들을 탐지한 다음 검색함으로써 더 효율적으로 이루어질 수 있다고 주장한다. 그들은 신뢰할 수 있고 검증된 개인들을 검색하는 것은 그것이 하는 시간을 가져서는 안 된다고 주장한다. 비평가들은 그러한 프로그램들이 밀수품을 운반하기 더 쉬운 길을 제공함으로써 보안을 약화시킨다고 주장한다.
몇몇 지역 및 국제 공항이 사용하는 또 다른 중요한 보안 조치는 광섬유 경계 침입 탐지 시스템이다. 이러한 보안 시스템을 통해 공항 보안은 공항 주위의 모든 침입을 찾아 탐지할 수 있으며, 보안 담당자가 위협을 평가하고 이동을 추적하고 필요한 보안 절차를 수행할 수 있는 실시간 침입 통지를 보장한다. 이것은 워싱턴 덜레스 국제공항에서 특히 활용되었다. 또한 미군 JFPASS (US Military JFPASS)에서 사용되었다.

## 주목할 만한 사건
비행 중 세계 최초의 테러리즘은 1976년 10월 6일 쿠바나 비행 455기가 바베이도스에서 자메이카로 향하는 여객기가 두 발의 시한폭탄에 의해 추락해 73명이 사망했다. 중앙정보국과 연계된 반 카스트로 쿠바 망명자들과 루이스 포사다 카릴을 포함한 베네수엘라 비밀경찰 DISIP 회원들이 관련됐다는 증거가 나왔다. 기내 폭탄을 감지하지 못한 공항 보안으로 인한 가장 치명적인 단일 참사는 329명의 사망자를 낸 1985년 에어 인디아 182편 폭파 사건이었다.
1988년 팬암 항공 103편 폭파 사건에 탑승한 사람은 270명, 259명, 스코틀랜드 로커비 주민 11명이 사망한 폭탄이다.
또 다른 주목할 만한 사건은 1994년 필리핀 항공 434편에 대한 폭격으로, 그것은 보진카 계획이라고 불리는 계획된 테러 공격의 시험운행으로 밝혀졌다. 폭발은 작아서 1명이 사망했고, 비행기는 비상착륙했다. 보진카 계획은 1995년 마닐라 경찰에 의해 발견되어 좌절되었다.
1972년 5월 30일, 일본적군 3명이 텔아비브에 있는 현재 벤구리온 국제공항으로 알려진 로드 공항에서 일반적으로 '로드 공항 사건'이라고 불리는 테러를 감행했다. 자동화기로 무차별 총기를 난사하고 수류탄을 던진 이들은 24명을 살해하고 78명을 다치게 한 뒤 무력화(자살을 통한 1명)됐다. 테러범 3명 중 1명인 오카모토 고조는 이 사건에서 살아남았다.
1985년 12월 비엔나 국제공항의 공격은 공항 보안 실패의 두 가지 사례였다. 이번 테러는 엘알 항공 티켓 카운터에서 무장괴한들이 수류탄을 던지고 여행객들에게 총격을 가해 20명이 숨지게 했다.
9.11 테러는 최근 비행기 여행과 관련하여 가장 널리 알려진 테러 공격이다. 2001년 9월 11일의 아침에, 이슬람 테러 단체의 19명 알카에다는 미국 동해안에 있어서 일부러는 둘다 추락했다. 4대의 비행기의 통치권을 빼앗았다. 뉴욕에서 세계 무역 센터 빌딩과 미국방부는 알링턴 군, 버지니아에 네 번째 비행기가 미국 국회의사당이나 백악관 등 예정된 목표를 위해 워싱턴 D.C.에 도착하지 않은 펜실베이니아주 스빌 근처의 들판에 추락했다. 이번 테러로 민간인 245명과 법 집행관, 비행기 4대에 탑승한 19명의 납치범 등 2996명이 숨졌다.
2002년 7월 5일, 로스앤젤레스 국제공항(이스라엘의 El Al 체크인 카운터)에서 총기 난사 사건이 발생했다. 그 총격범은 두 명을 죽이고 네 명을 다치게 했다.
2006년 8월 10일 영국, 캐나다, 미국의 공항들에 대한 보안은 이들 국가로부터 출발하는 비행기에서 액체 폭발물을 터뜨리려는 영국 당국의 테러 음모의 발각으로 인해 크게 강화되었다. 이는 또한 미국의 테러 경보 수준이 "빨강" 수준에 도달한 첫 번째 사례였기 때문에 주목할 만하다. 이 사건은 또한 유럽 연합, 캐나다, 미국에서 수중에 든 액체와 겔을 운반하는 것에 대한 더 엄격한 제한으로 이어졌다.

## 국가 별 공항 보안

### 캐나다
공항 보안과 관련된 모든 제한사항은 캐나다 교통에 의해 결정되며, 일부는 캐나다 항공 교통 보안 당국(CATSA)이 공항 운영자와 연계하여 시행한다. 9.11 테러 이후, 1985년 에어 인디아 182편 폭파 사건이 일어나고 다른 사건들이 발생한 이후, 캐나다에서는 공항 보안이 강화되었다. 캐나다 공군에서 공격을 막았다.
CATSA는 모든 휴대품뿐만 아니라 금속탐지기의 내용, 폭발물 추적 탐지(ETD) 장비 및 탑승객에 대한 무작위 물리적 검색을 위해 X선 기계를 사용한다. X선 기계, CTX 기계, 고해상도 X선, ETD도 체크된 가방을 스캔하는 데 사용된다. 모든 체크된 수하물은 모든 주요 상업 공항에서 항상 엑스레이를 찍는다.
CATSA는 2007년 1월에 RAIC(Restricted Area Identity Card) 프로그램을 시작했다. RAIC는 세계 최초의 공항용 이중 생체인식 접근 제어 시스템이다. 이 프로그램은 캐나다 안보정보청(Canadian Security Intelligence Service), 왕립 캐나다 기미경찰(RCMP), 캐나다 교통국(Transport Canadian Mounted Parketing Canadian Transport Canadian Transport Canada)의 보안검색을 거쳐 공항 직원에게 발급하는 오래된 공항 제한구역 패스를 생체 정보(지문 및 홍채인식) 벨론이 포함된 새로운 카드(사진)로 대체한다. RAIC를 발행한 사람에게 접근.
CATSA는 탑승 전 승객 및 무작위 비승객 심사를 담당하지만, G4S, Securitas, GardaWorld와 같은 제 3자 "서비스 제공자"에게 계약하여 심사관을 교육, 관리 및 고용한다. 또한 1990년대에 캐나다 정부에 의해 사유화된 개별 공항 당국은 CATSA가 아닌 일반 공항 보안을 담당하며, 보통 민간 기업들과 계약을 맺고 대형 공항의 경우 현지 경찰관들의 소규모 파견 비용을 지불하여 현장에 남아 있게 한다.
캐나다 공항의 안전과 보안은 현지 경찰들에 의해 제공된다. RCMP는 한때 대부분의 공항에서 이 서비스를 제공했지만, 오늘날에는 일부만 해당된다. 해당되는 공항은 아래에 있다.
- 밴쿠버 국제공항   - RCMP Richmond 분리
- 캘거리 국제 공항   - 캘거리 경찰청 공항 부 (1997)
- 에드먼턴 국제공항   - RCMP 에드먼턴 국제 공항 분리
- 위니펙 제임스 암스트롱 리차드슨 국제공항   - 위니펙 경찰청 (1997)
- 토론토 피어슨 국제공항   - 필 지역 경찰 RCMP의 토론토 공항 부대의 지원과 공항 부문 (1997)
- 오타와 맥도날드 까르티에 국제공항   - 오타와 경찰청 공항 폴리싱과 (1997)
- 몬트리올 피에르 엘리오트 트뤼도 국제공항   - RCMP 공항 부대의 도움으로 몬트리올 경찰국 공항 부
- 핼리팩스 스탠필드 국제공항   - 핼리팩스 지역 경찰

### 유럽 연합

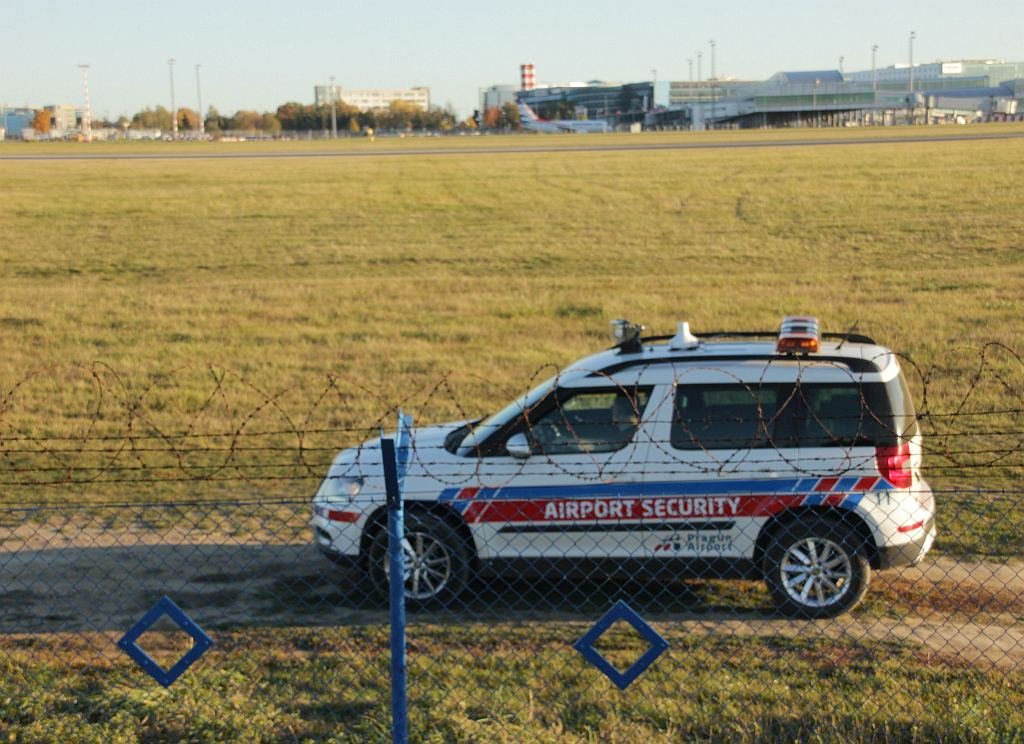
제한 구역의 경계를 경비하는 공항 보안 자동차.

유럽 의회와 이사회의 Regulation (EC) No 300/2008의 유럽 의회는 불법적인 간섭 행위로부터 민간 항공을 보호하기 위해 유럽 연합에서 공통 규칙을 제정한다. 이 규정의 조항은 군사적 목적으로만 사용되지 않는 EU 국가에 위치한 모든 공항 또는 공항의 일부에 적용된다. 이 규정은 앞서 언급한 공항에서 서비스를 제공하는 항공사를 포함한 모든 사업자에게도 적용된다. 또한 공항에 서비스를 제공하는 공항 부지 내부 또는 외부에 위치한 모든 기업에도 적용된다. 규정 300/2008의 표준은 Commission Regulation (EU) 2015/1998에 의해 시행된다.
2002년부터 시행된 2320/2002년 규정은 국내선뿐만 아니라 모든 여객기에 대해 보안 검사를 실시하도록 하는 요건을 도입했다. 일부 유럽 연합 국가들은 2005년 경까지 국내선 항공편에 대한 견제가 없었다(터미널 확장이 필요할 수 있기 때문에 완전한 보안 검사를 도입하는 것은 시간이 걸렸다).

#### 핀란드
승객, 수하물 및 화물 보안 점검 및 보안 경비 업무를 하청업체에 위탁한다. 헬싱키 반타 국제공항에 공항 부대가 있는 핀란드 경찰의 책임은 일반 공안이다. 공항 부대는 범죄 수사, 탐지견, TEPO(테러 및 폭탄) 전담반, PTR(경찰, 세관, 국경경비대) 정보부품이 있다. 게다가, 공항의 핀란드 국경 수비대의 부대는 종종 국경에서 수배자 또는 도망자를 찾았고, 핀란드 세관은 수배자 외에도 무기, 허위 문서 또는 폭발물과 같은 것을 압수한다.

#### 프랑스
1986년 프랑스 테러 이후 프랑스 보안이 강화됐다. 이에 프랑스는 비기피라테 프로그램을 설립했다. 이 프로그램은 현지 보안을 강화하기 위해 군대를 사용하고 스크린과 신분 확인에 대한 요구 사항을 증가시킨다. 1996년 이후, 보안 검색대는 경찰 내셔널e/Gendarmerie de l'air에서 공항 당국이 고용한 개인 회사들로 이전되었다.

#### 아이슬란드
유럽 경제 지역의 일원으로서, 아이슬란드는 2008년 유럽 경제 지역 회원국으로서, 유럽 연합의 규제 제 300/2008호를 국가 법률로 채택하였고, 따라서 모든 국제 항공편에 대한 공항 보안에 관한 유럽 연합 표준을 준수한다. 그러나 아이슬란드 영토 내의 국내선 항공편은 보안 규정에서 면제된다. EEA 공동위원회는 낮은 인구 밀도와 국내 운영에 사용되는 항공기의 작은 크기뿐만 아니라 국가의 지리적 고립성을 이유로 이 면제를 승인했다.

#### 네덜란드
네덜란드의 공항 보안은 Koninklijke Marchause (KMar) 왕립 군사 용어인 Koninklijke Marchause에 의해 제공된다.

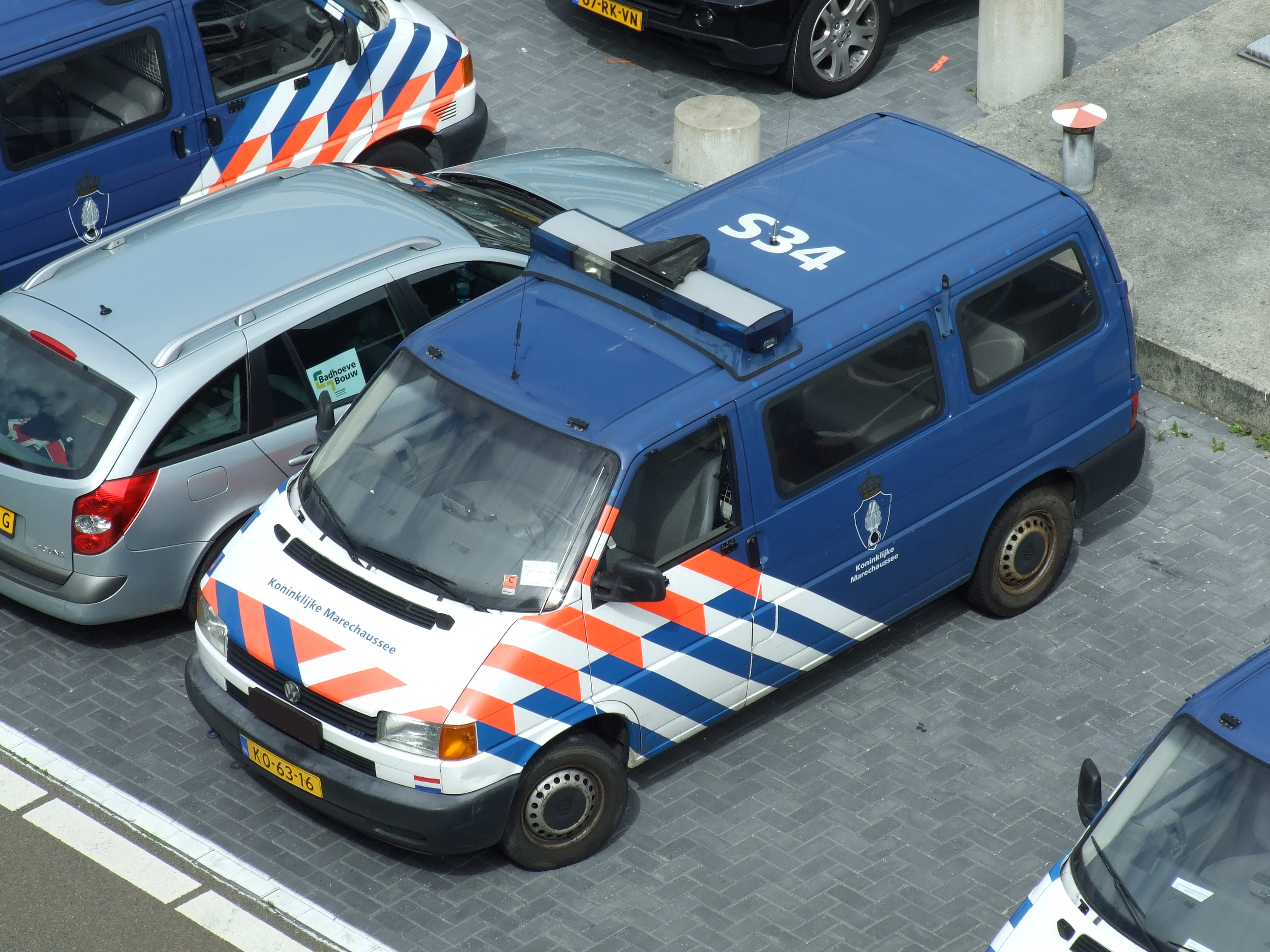
네덜란드 마레차우시 밴

스페인의 공항 보안은 경찰뿐 아니라 사설 경비원들도 제공한다. 경찰은 여권과 서류 확인뿐만 아니라 일반 보안도 제공한다. 카탈로니아 주와 바스크 지방에서는 각각 문서 기능을 제외하고 모소스 데스파드라르젠타 주(州)가 폴리카 나시오날 주(州)를 대체했다. 과르디아 시빌은 보안과 세관 검사를 처리하는데, 종종 사설 경비원의 도움을 받는다. 현지 경찰은 공항 청사 밖에서 보안과 교통 통제를 제공한다.
보안 대책은 주 소유 회사인 Aena에 의해 관리되며, 다른 유럽 연합 국가들과 마찬가지로 유럽 위원회 규정에 구속된다.

#### 스웨덴
공항 보안은 공항 자체에서 제공하는 경비원이 처리하며, 필요한 경우 경찰의 도움을 받는다. 공항 소방관들도 경비원들이다. 스웨덴 교통국은 국제 규정에 근거하여 수표의 규칙을 결정한다. 공항은 일반적으로 법에 의해 "보호대상물"로 정의되며, 경비원들에게 신분증명서를 요구하고 사람들의 소지품을 검색하는 것과 같은 추가적인 권한을 부여한다. 스웨덴은 전통적으로 스스로를 보안검증의 필요성이 거의 없는 범죄율이 낮은 국가로 보아왔다. 스웨덴은 국제규제가 1970년대/1980년대 경에 국제선 출발에 대한 보안검색을 도입했다. 2001년 9월에는 국내선에도 보안검색을 도입하기로 결정했다. 이는 국내 공항과 터미널이 이에 대한 여지를 마련하지 못했기 때문에 시행하는 데 몇 년이 걸렸다.

#### 영국

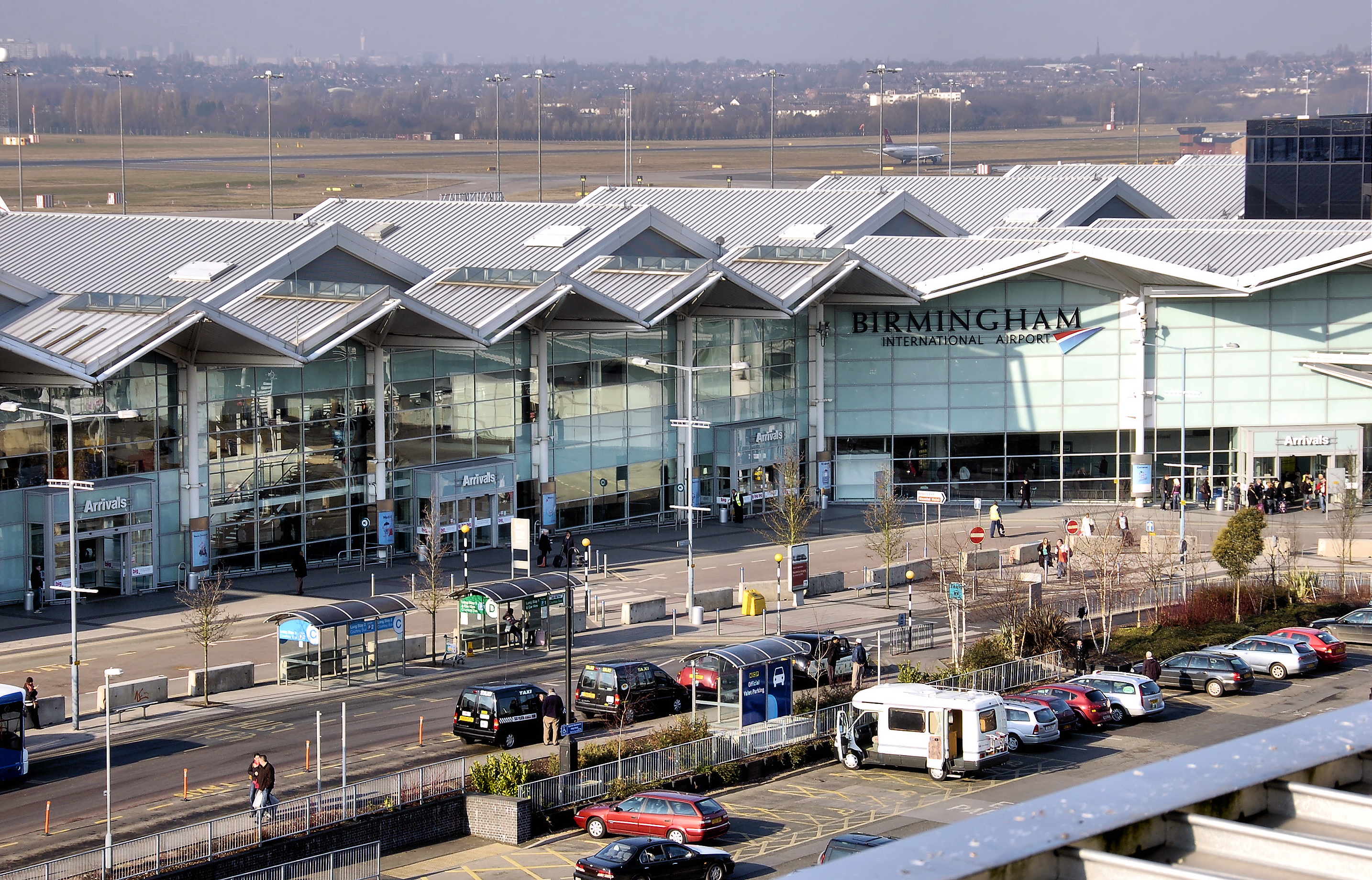
영국 버밍엄 국제공항 제 2터미널. 줄지어 늘어선 콘크리트 보안 장벽은 차량들의 근접 접근을 어렵게 만든다.

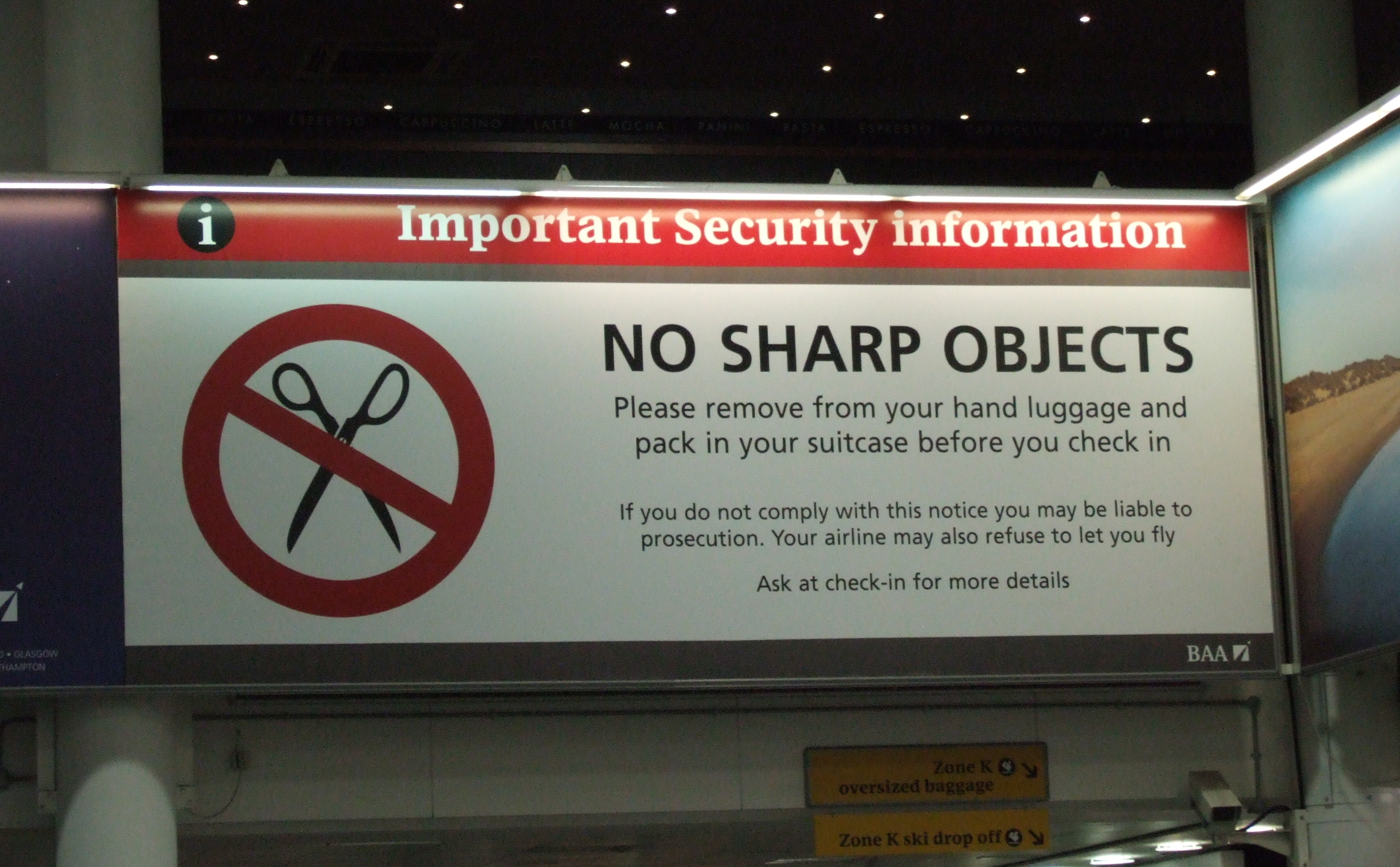
개트윅 공항의 날카로운 물체 금지 표지판

영국 교통부(DfT Department for Transport)는 영국의 공항 보안에 대한 통치 기관이며, 민간 항공 기관(CAA)도 특정 보안 규제 기능을 담당하고 있다. DfT는 2004년 9월 내무부와 함께 영국의 주요 공항인 히스로 공항, 버밍엄 공항, 이스트 미드랜드 공항, 뉴캐슬 공항, 글래스고 공항 등 5곳에서 시범운항한 "다중기관 위협 및 위험 평가"(MATRA)라는 이니셔티브를 시작했다. 성공적인 시험 후에, 이 계획은 현재 44개 공항 전체에 걸쳐 시행되고 있다.
9.11 테러 이후 영국은 아프가니스탄 전쟁 (2001년~2021년)과 2003년 이라크 침공에서 모두 미국을 지지했기 때문에 고위험국으로 평가받고 있다.
2008년 1월 7일부터, 여행객들은 더 이상 영국의 주요 공항들 대부분에서 휴대 수하물 한 조각에만 국한되지 않는다. 현재, 손 짐은 대부분의 항공사들이 자체 규정을 적용하고 있지만, DfT/CAA에 의해 크기나 무게에 의해 제한되지 않는다.
영국은 한 사람의 360도 시야를 제공하는 백스캐터 X-ray 기계와 옷 아래 바로 피부와 뼈까지 "보기"를 이용하여 공항 보안을 더욱 향상시키기 위해 논란이 되고 있는 새로운 탑승객 선별 방법을 시험했다. 그것들은 더 이상 사용되지 않고 승객의 몸을 보여주지 않으면서 숨겨진 물건을 보여주는 밀리미터파 스캐너로 대체되었다.

### 홍콩

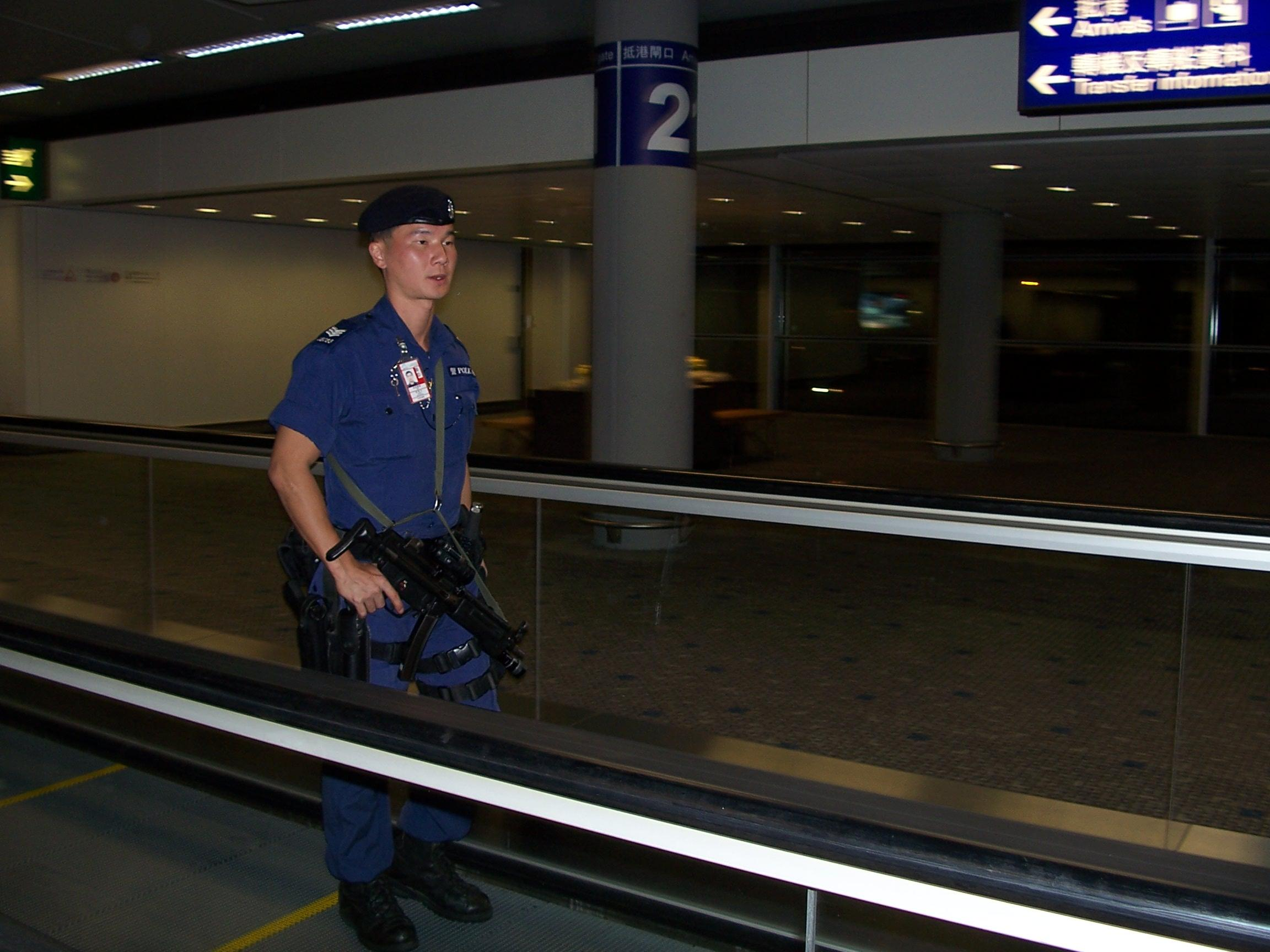
홍콩 국제공항에서 순찰을 돌고 있는 공항 보안대.

홍콩 국제공항은 홍콩 경무처(AVSECO)가 확보하고 있다. 경찰 내에서 공항 구역은 공항 지역의 안전과 보안을 책임진다. 공항 보안부대는 공항 주변에 배치되어 있으며, 헤클러운트코흐 MP5 A3 서브 머신 건과 글록 권총 피스톨로 무장되어 있다. 제한구역의 보안은 경찰과 AVSECO의 책임이다.
공항이 공항 당국 홍콩(AAHK)의 통제 하에 있는 동안, 보안력은 AVSECO 직원에게 위임되었다. 이들에 의해 운반되는 모든 개인과 가방은 반드시 엑스레이가 통과 되어야 하며 AVSECO의 보안 선별 지점에서 확인해야 한다(테넌트 제한 구역에서는 몇 가지 예외).
홍콩 입경사무처는 수입업체가 여권과 기타 신분증을 검사하고, 관세청은 마약 밀수와 밀수품 홍콩 입국을 막기 위해 승객과 승무원의 짐을 검사할 예정이다.

### 인도
인도는 1999년 칸다하르 납치 사건 이후 공항 경비를 강화했다. 준군사조직인 중앙산업보안군은 민간항공보안국(민간항공부)의 규제 틀에 따라 공항 보안을 담당하고 있다. CISF는 인도 공항을 보호하기 위해 공항 보안 그룹을 결성했다. 모든 공항에는 이제 민간 항공에 대한 불법적인 간섭에 대항하기 위한 훈련된 부대인 공항 보안 부대(APSU)가 주어졌다. CISF를 제외하고, 모든 국내 항공사들은 항공기 보안을 돌보는 보안 그룹을 가지고 있다.
테러 위협과 마약은 인도 공항의 주요 위협이다. 일부 공항들이 직면하고 있는 또 다른 문제는 뭄바이와 같은 곳에서 공항 경계선 주변의 빈민가 확산이다. 탑승 전 손가방을 추가로 수색할 가능성이 높다. 더욱이, 이것 외에, CISF는 항공 보안과 관련하여 많은 다른 임무를 가지고 있다. 화물 보안 및 선별은 항공 보안 규제 기관인 민간 항공 보안국(BCAS)이 시험하고 인증하는 규제 기관 또는 항공사 및 공항 자체 보안 담당자가 수행한다.

### 이스라엘
엘알 이스라엘 항공은 이스라엘에 본사를 두고 있다. 마지막 피랍은 1968년 7월 23일에 일어났으며, 텔아비브 바로 외곽에 있는 벤구리온 국제공항을 출발하는 비행기는 납치된 적이 없다.
일본 적군의 테러리즘들이로드 로드 공항 사건에서 적어도 24명의 사망자를 낸 것은 1972년이었다. 그 이후로 공항의 보안은 여러 기본에 의존하고 있는데, 그 중에는 전 벤 구리온 공항 보안국장이었던 라파엘 론이라는 사람이 말하는 "인간적 요인"이 포함되어 있는데, 이것은 "테러 공격이 효과적인 보안에 의해 발견되어 멈출 수 있는 사람들에 의해 수행된다는 피할 수 없는 사실"으로 일반화될 수도 있다.토드로지."
1985년 12월 27일, 테러범들은 기관총과 수류탄을 이용해 오스트리아 로마, 이탈리아, 비엔나 국제공항의 엘알 체크인 카운터를 동시에 공격했다. 19명의 민간인이 죽었고 많은 사람들이 부상을 입었다. 이에 대해 이스라엘은 이러한 대량학살을 막기 위한 추가 방법을 개발하고 이스라엘 공항 주변의 보안조치를 대폭 개선했으며 각 외국 공항에 사복 무장 경비원까지 지원하기로 약속했다. 마지막으로 성공한 항공 관련 테러는 1986년, 보안요원이 최초 심사 과정에서 폭발물이 가득 담긴 여행가방을 발견했을 때였다. 이 가방은 탑승하지 못했지만 터미널에서 폭발한 후 13명이 부상을 입었다.
이스라엘 보안요원들은 소위 "인간적 요인"에 초점을 맞추고, 이름이나 신체적인 외모를 바탕으로 아랍인으로 보이는 사람들을 가려내면서 인종 프로파일링을 이용하여 여행자들을 심문한다. 또한, 모든 승객들, 심지어 아랍계 혈통으로 보이지 않는 승객들도 왜 그들이 이스라엘로 여행하는지 질문 받고, 그 다음에 모순점을 찾기 위해 여행에 대한 몇 가지 일반적인 질문들이 뒤따른다. 비록 수많은 시민권 단체들이 프로파일링의 중단을 요구했지만, 이스라엘은 그것이 효과적이면서도 피할 수 없는 것이라고 주장한다. 이스라엘의 테러 전문가인 Ariel Merari에 따르면, "대부분의 테러리스트들이 특정 민족 집단에서 왔다는 것을 모든 사람들이 알고 있을 때 프로파일링을 사용하지 않는 것은 어리석은 일일 것이다. 그들은 이슬람교도와 젊은 층일 가능성이 높고, 잠재적인 위협은 특정 민족 집단, 민족을 불편하게 하는 것을 정당화한다."라고 밝혔다.
이스라엘을 출발하는 승객들은 전산화된 명단과 대조된다. 이스라엘 내무부가 관리하는 이 컴퓨터는 이스라엘 경찰, 연방 수사국 FBI, 캐나다 안보정보청 (CSIS), 스코틀랜드 야드, 신베트, 국제형사경찰기구 등과 연결돼 불법 출국 용의자 등을 붙잡는다.
이렇게 삼엄한 경비에도 불구하고 2002년 11월 17일 한 남성이 주머니칼을 들고 벤 구리온 공항의 공항 경비를 뚫고 텔아비브에서 터키 이스탄불로 가는 도중 엘알 이스라엘 항공 581편의 조종석을 덮치려 한 사건이 발생했다. 여객기가 터키에 안전하게 착륙하기 15분 전 승객들 사이에 숨겨져 있던 경비병들에 의해 부상자가 보고되지 않고 공격자는 진압되었지만, 당국은 보안 상황을 재평가하기 위해 벤 구리온을 한동안 폐쇄했으며, 이스라엘 아랍인 이 남성이 어떻게 밀반입에 성공했는지에 대한 조사가 시작되었다. 그 칼은 공항 경비를 통과했다.
2008년 5월 마이클 처토프 미국 국토안보부 장관은 로이터 통신과의 인터뷰에서 미국은 국내 공항에서 이스라엘 보안 조치의 일부를 채택할 것이라고 말했다. 그는 2009년 1월, 이 성명서를 시행하기에 충분한 시간이 있었거나 아니었을 수도 있는 6개월 만에 그의 자리를 떠났다.
보다 제한적인 초점을 두고, 미국 공항들은 9.11 테러 이후 세계의 보안 향상을 돕기 위해 이스라엘 정부와 이스라엘이 운영하는 회사들에게 의존해 왔다. 이스라엘 관리들은 2006년 보안 업그레이드 권고를 한 뒤 2008년 11월 로스앤젤레스 국제공항을 둘러보고 재평가를 했다. 안토니오 빌라리고사 로스앤젤레스 시장은 벤 구리온을 "세계에서 가장 안전한 공항"이라고 칭하며 이스라엘의 검토를 실시했는데, 이 검토는 미국의 주요 테러 목표로 여겨지고 알카에다 네트워크가 지목한 LAX의 확보를 돕기 위한 최첨단 기술과 기타 전술적 조치들을 가져오기 위한 것이었다. 벤 구리온 전 보안국장이 이끌고 워싱턴 D.C.에 본부를 두고 있는 뉴에이지 보안 솔루션은 보스턴의 로건 국제공항에서 항공 보안에 관해 협의하고 있다.
이스라엘의 전술과 시스템을 통합하기 위한 다른 미국 공항으로는 오클랜드 항과 샌디에고 카운티 지방 공항 당국이 있다. 스티븐 그로스만 오클랜드 항만 항공국장은 "이스라엘인들은 자신들의 안보로 전설적인 존재"라며 "이스라엘인들이 무엇을 하는지, 어떻게 하는지, 그리고 그 뒤에 숨겨진 이론을 직접 볼 수 있는 기회"라고 말했다. 그는 이스라엘이 제시한 브리핑에 매우 감명받아 이스라엘 공항의 보안과 법 집행에 의해 채택된 방법을 보다 깊이 이해하기 위해 국제공항협의회(Airports Council International)의 미국 지부로의 이스라엘 여행을 제안했다.

### 파키스탄
파키스탄의 공항 보안군(ASF)은 공항과 시설과 비행기를 보호할 책임이 있다. ASF는 민간 항공산업을 불법 간섭으로부터 보호하고, 테러 대응 조치를 채택하며, 범죄를 예방하고, 파키스탄 공항의 한도 내에서 법과 질서를 유지한다.

### 싱가포르

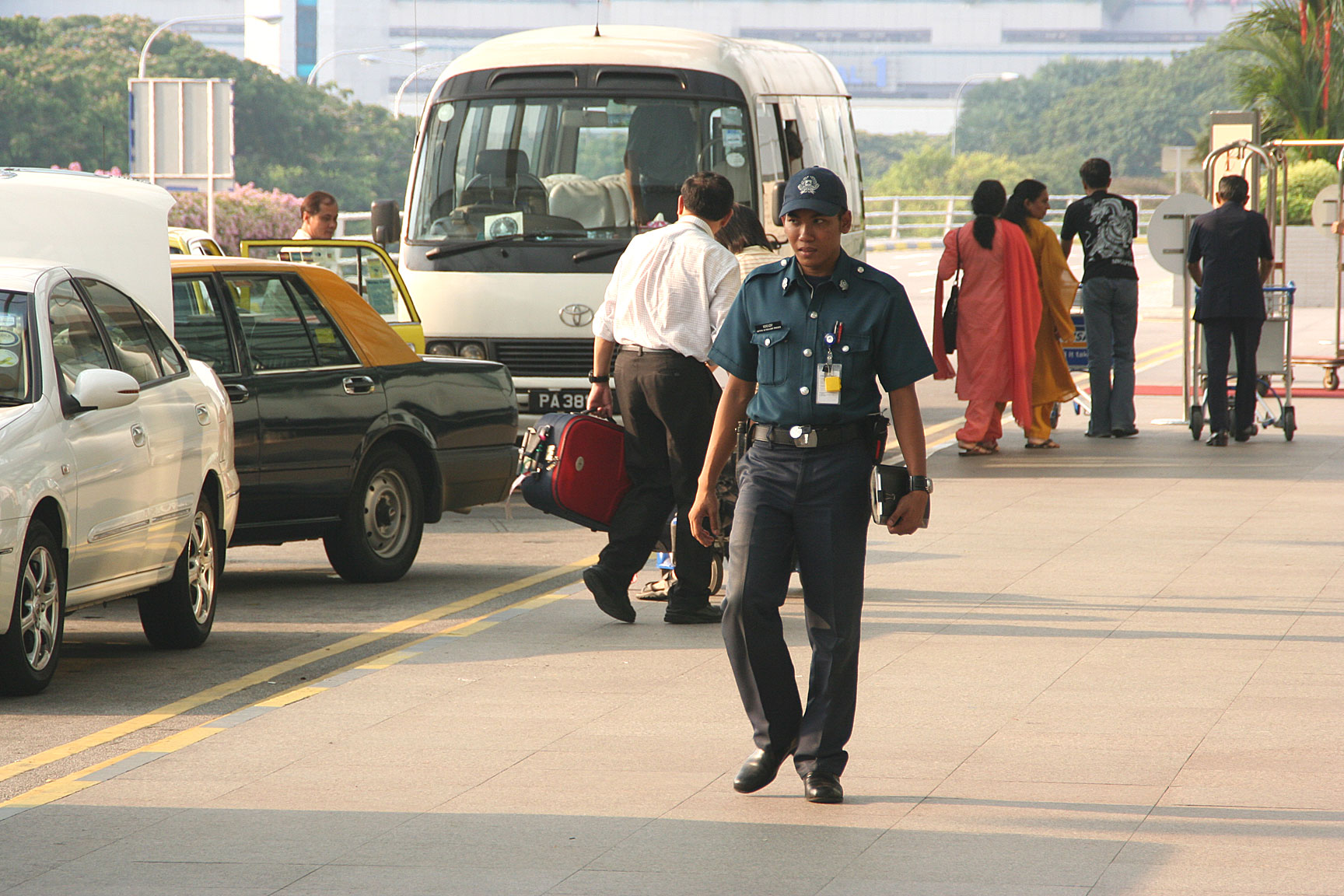
싱가포르 창이 공항 제 2터미널 출국장 밖에 있는 아에토스 보조 경찰관.

싱가포르의 두개의 국제 여객 공항의 보안은 싱가포르 경찰국의 공항 경찰서의 권한에 따라 이루어지지만, 비록 예정된 여객 교통이 지배적인 싱가포르 창이 공항에는 자원이 집중되어 있다. 예약되지 않은 항공편과 훈련을 전문으로 하는 셀레타 공항은 보안 문제를 덜 제기하는 것으로 보인다. 9·11 테러, 제마 이슬라미야의 테러 표적으로 창이 공항을 지목한 이후 공항의 보안이 강화되었다.
두명의 군인으로 구성된 순찰팀과 자동무기로 무장한 경찰 한명이 터미널을 무작위로 순찰한다. 출국 승객은 홍콩 국제공항과 달리 출입국심사 후보다는 출입문 입구에서 탑승 수속을 받는다. 이 보안 조치는 일반적으로 다른 공항에서는 볼 수 없는 모든 게이트에 X선 기계와 금속 탐지기가 존재하여 쉽게 알 수 있다.
주 조직을 지원하는 것은, 지상 취급자가 제공하는 보안 서비스로서, 즉 Certis CISCO, 싱가포르 공항 터미널 서비스의 SATS 보안 서비스 및 Aetos Security Management Private Limited는 싱가포르 창이 국제공항 서비스의 공항 보안 부서의 합병과 기타 공동 관리 부서의 합병으로 형성된다. 섬 전체에 걸친 경찰 보조 회사가 되기 위한 mpanies 이 경찰관들의 임무에는 수하물 검사와 제한 구역으로의 이동 통제 등이 포함된다.
2005년 이후 스크리닝 기술이 향상되고 보안 문제가 증가하면서 모든 수하물 선별 과정이 비공개로 진행되었다. 또한 2005년 핫야이 국제공항을 목표로 했던 태국 남부에서 발생한 폭탄 테러와 유사한 폭탄 공격을 막기 위해 공항을 감시하기 위해 400대 이상의 카메라를 설치할 계획이다. 그러한 시스템을 통합하는 입찰자들은 2005년 9월 말에 소집되었다.
2007년 5월 8일 이후, 2006년 대서양 횡단 항공기 플롯에 따라 100ml 캡의 액체 제한이 시행된다. 승객들은 100ml 이상의 액체, 젤, 에어로졸을 체크인해야 하며, 공항 보안에 의해 압수되지 않고 자신에게 다시 게시해야 한다. 보안 구역에 있는 모든 것은 허용된다. 일반적으로 용인할 수 없는 자료도 압수되어 자신에게 다시 붙여야 한다(네일 클리퍼, 네일 파일, 우산, 라켓 제외).
| 사용할 수 없는 항목 목록 | 평생 금지 품목 (기내 / 체크인) |
| --- | --- |
| - 총기류 - 나이프 - 가위 (6 개 이상의 블레이드 포함) - 짧은 블레이드 6cm는 항상 허용된다. - 탄약 - 모든 탄약은 총에서 내려야하며 발사가 허용되지 않아야 한다. - 해머 - 크로우 바 | - 불꽃 놀이 및 소화기 - 화약 및 연기 발생 - 규제 약물 및 밀수제 - 차량 에어백 - 액체 표백제 - 토치 라이터 - 가연성이 높은 에어로졸 (긴급하지 않은 경우) - 수류탄 |

### 미국

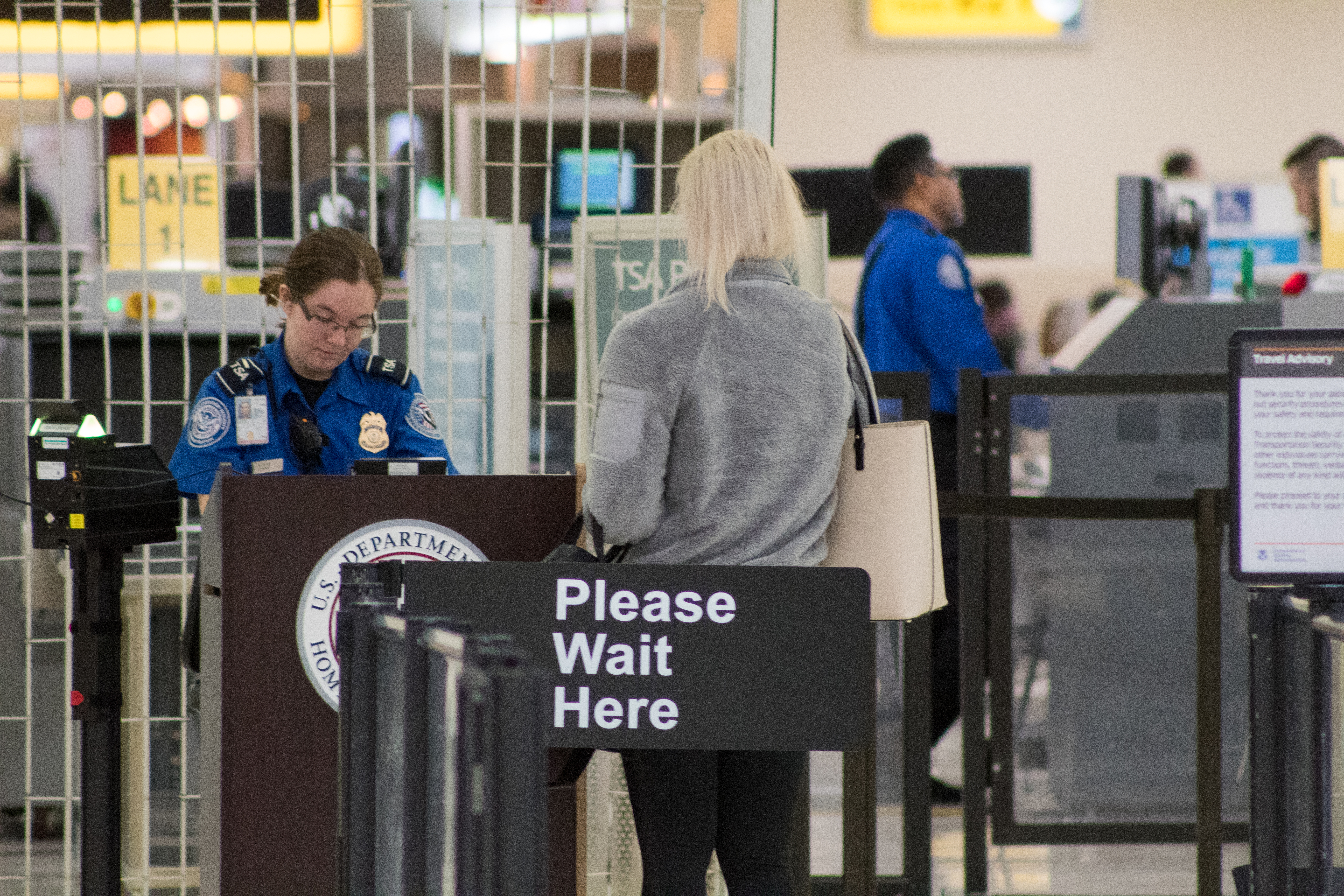
존 글렌 콜럼버스 국제공항 교통보안청 체크포인트

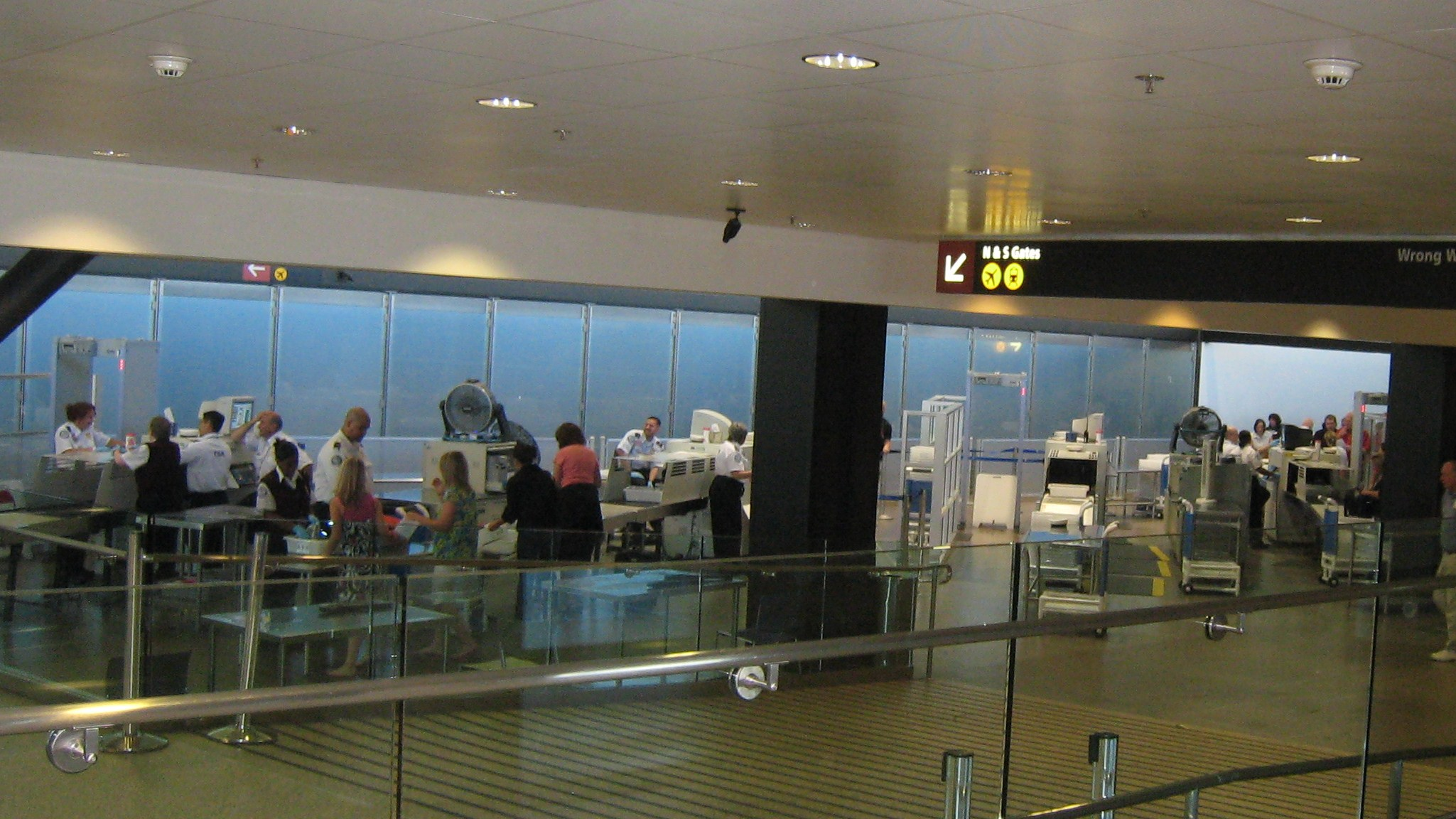
시애틀-타코마 국제 공항의 공항 보안 검색대

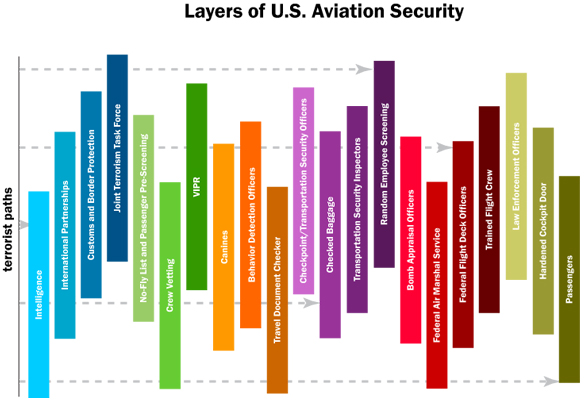
미국 보안 계층.

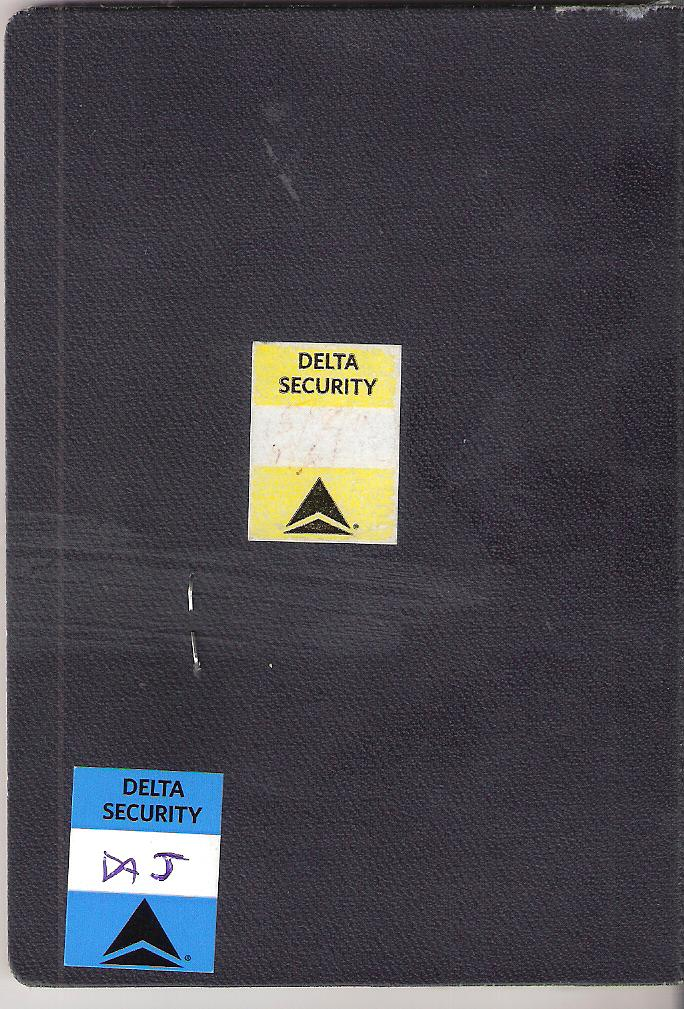
델타 보안 스티커 여권의 뒷면

1970년대 이전에, 미국 공항들은 테러 행위를 예방하기 위한 최소한의 보안 수단을 가지고 있었다. 1960년대 후반부터 몇 건의 세간의 이목을 끄는 납치사건이 있은 후 조치가 도입되었다.
1970년에 스카이 보안관이 도입되었지만 모든 비행을 보호할 수 있는 숫자가 부족했고 피랍이 계속되었다. 1972년 11월 10일, 3명의 납치범들이 오크리지 국립연구소의 원자로에 서던 에어웨이즈 49편을 띄우겠다고 위협했다. 이 사건에 대한 직접적인 대응으로, 연방항공국은 모든 항공사들이 1973년 1월 5일까지 승객들과 그들의 휴대 수하물 검사를 시작할 것을 요구했다. 이 심사는 일반적으로 민간 보안 회사에 위탁되었다. 민간 회사들은 이 계약들을 입찰할 것이다. 특정 검문소에 의해 통제되는 출발 중앙홀의 운영권을 가진 항공사는 그 계약을 보유할 것이다. 항공사가 검문소의 운영을 통제할 수 있지만, 감독 권한은 FAA C.F.R.에 의해 유지되었다. 제목 14의 제한은 관련 공항 당국이 검문소 운영에 대해 감독권을 행사할 수 있도록 허용하지 않았다. 1974년 영화 '파랄락스 뷰'는 초기 운영 중인 공항 보안 검문소를 보여준다.
9.11테러의 제한 등 더욱 강력한 규제 및 항목의 승객들 항공기에 증가되었고, 승객들을 요구하는 운반할 수 있을 종류 자극했다. 정부에서 발행한 신분증을 제시하지 못한다면.
항공 운송 보안 법은 일반적으로 11월 19일 2002년까지 모든 승객 선별 연방 직원에서 실시하여야 하며 필요하다. 그 결과 여객 및 수화물 검사 지금 미국 교통안전청(TSA), 미국 국토안보부의 일환으로 제공된다. 식량 폭발물을 탐지하기 위한 기술 향상을 위해 테러 방지 법 2004년에 포함되었다. 종종, 범주 X공항의 보안은 미국과 승객이 교통량에 의해 측정된 바쁜 큰, 민간 도급 업자에 의해 제공된다. 여객 수송의 높은 볼륨 때문에, 범주 X공항 테러를 취약점으로 여겨진다.
보안 검색이 증가함에 따라 일부 공항 보안 검사를 위해서 긴 줄을 보았다. 이것을 완화하기 위해 공항 승객들 퍼스트나 비즈니스 클래스에 여행을 다니거나, 그 항공사의 빈번한 비행사 프로그램의 정예 멤버에 프리미엄 라인을 만들었다.
"관찰 기술 함으로써 승객들 심사"(SPOT)프로그램을 몇개 미국 공항에서 운영하고 있다.

## 같이 보기
- 인프라 보안
- 보안 극장

미국 특정 :
- 컴퓨터 원호 여객 Prescreening 시스템
- 등록 된 여행자
- 미국의 공항 인종 별 프로파일 링
- 2차 보안 검사 대상
- 안전한 비행
- 공항 체크인